# Orlybus
Orlybus was de handelsnaam van de Parijse buslijn 283, uitgevoerd door de RATP. Deze lijn verbond het Denfert-Rochereau-plein in Parijs met de luchthaven Orly.
Orlybus wordt geannuleerd vanaf 3 maart 2025..

## Geschiedenis
Vanaf de opening van het vliegveld Orly werd dit vanuit Parijs bediend door bus 285 van de RATP vanaf de Porte d'Italie via de Route Nationale 7, en sinds het openstellen van de Autoroute de Soleil in 1960, door een directe verbinding Porte d'Italie-Orly via de snelweg onder het nummer 285. In 1962 werd deze directe dienst opgeheven en vervangen door lijn 215 Denfert-Rochereau - Orly die exact hetzelfde tracé volgde als de huidige Orlybus. De van de verlenging van lijn 14 naar de luchthaven luidde het einde in van de lijn, de laatste rit was op 3 maart 2025. .

## Exploitatie
De lijn werd op het laatst bereden door bussen van het type Scania OmniCity, aangevuld door het type Agora L.
De bussen reden 3 tot 4 keer per uur. De reisduur was tussen de 20 en 30 minuten, afhankelijk van de drukte bij de haltes en op de weg.

## Haltes
|   |   |   |   |   | Haltes                             | Zone | Plaatsen                            | Overstapmogelijkheden |
| - | - | - | - | - | ---------------------------------- | ---- | ----------------------------------- | --------------------- |
|   |   | o |   |   | Denfert-Rochereau RER Métro        | 1    | Parijs                              | RER B M 04 06         |
| ⇃ |   |   | o |   | Alésia - René Coty                 | 1    | Parijs                              |                       |
|   | o |   |   | ↾ | Dareau - Saint-Jacques             | 1    | Parijs                              |                       |
| ⇃ |   |   | o |   | Parc Montsouris                    | 1    | Parijs                              |                       |
|   | o |   |   | ↾ | Glacière - Tolbiac                 | 1    | Parijs                              |                       |
| ⇃ |   |   | o |   | Montsouris - Tombe-Issoire Tramway | 1    | Parijs                              | T 3a                  |
|   | o |   |   | ↾ | Stade Charléty Tramway             | 1    | Parijs                              | T 3a                  |
| ⇃ |   |   | o |   | Orly-Ouest (Aankomsthal)           | 4    | Luchthaven Orly Paray-Vieille-Poste | Orlyval               |
|   | o |   |   | ↾ | Orly-Ouest (Vertrekhal)            | 4    | Luchthaven Orly Paray-Vieille-Poste | Orlyval               |
|   |   | o |   |   | Orly-Sud                           | 4    | Luchthaven Orly Orly                | Orlyval               |

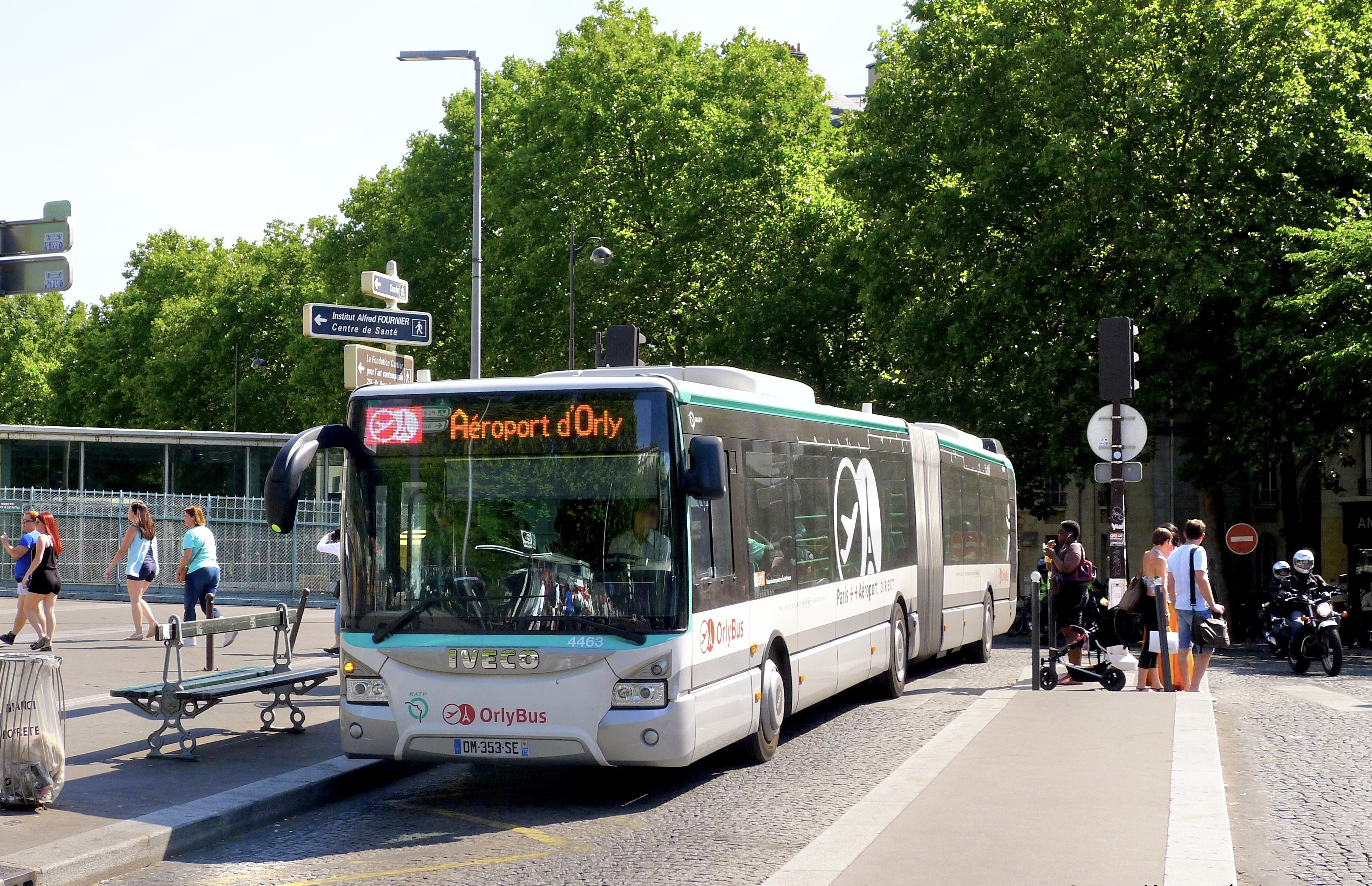
Een Iveco Bus Urbanway arriveert op Denfert-Rochereau

(De dikgedrukte haltes dienen soms als begin- en/of eindhalte)